# Kalanchoe marmorata
Kalanchoe marmorata är en fetbladsväxtart som beskrevs av John Gilbert Baker. Kalanchoe marmorata ingår i släktet Kalanchoe och familjen fetbladsväxter. Inga underarter finns listade i Catalogue of Life.

## Bildgalleri

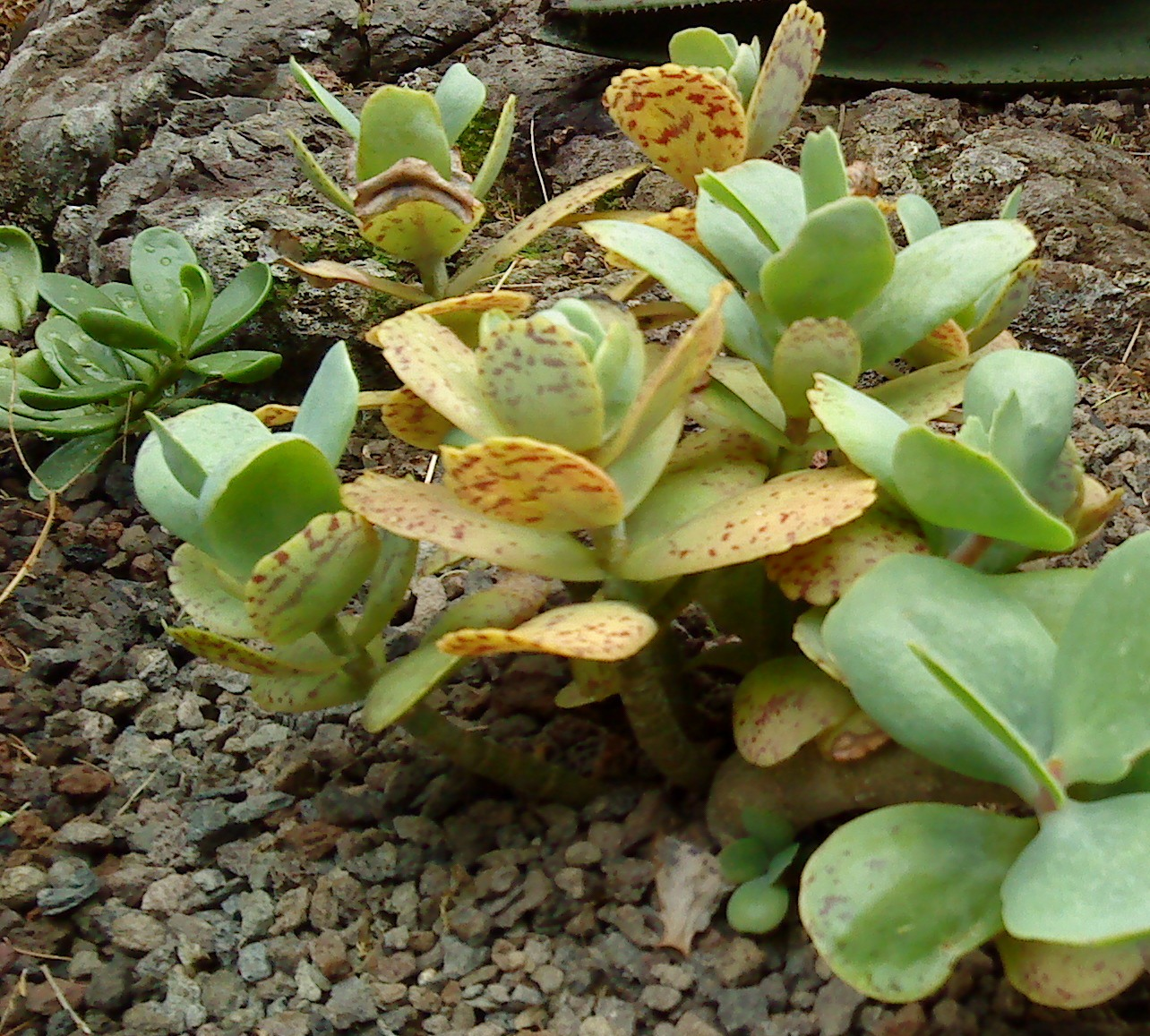